# Giovanni Fabbian
Giovanni Fabbian, né le janvier 2003 à Camposampiero en Italie, est un footballeur italien qui évolue au poste de milieu de terrain au Bologne FC.

## Biographie

### Carrière en club
Originaire de Camposampiero, Giovanni Fabbian est formé au Padova Calcio, il rejoint ensuite l'Inter Milan, où il s'illustre en Campionato Primavera.
Le 30 juillet 2022, Fabbian est prêté au Reggina 1914 en Serie B.
Il fait ses débuts professionnel avec la Reggina le 14 août 2022, titularisé pour le match de Serie B contre la SPAL, les siens l'emportant 3-1 à l'extérieur.

### Carrière en sélection
Fabbian est international italien en équipe de jeunes, des moins de 16 ans aux moins de 19 ans, avec lesquels il prend part au Championnat d'Europe junior 2022, dont l'Italie a atteint les demi-finales.
Giovanni Fabbian joue son premier match avec les espoirs italiens le 27 mars 2023, remplaçant Edoardo Bove lors d'un match amical contre l'Ukraine,.
En juin 2024, il participe au Tournoi Maurice Revello avec l'Italie.

## Palmarès
| Inter Milan - Campionato Primavera - Champion en 2021-22 (it) |
| Bologne FC - Coupe d'Italie - Vainqueur en 2025               |